# Чорне море (телесеріал)
Чорне море — російський багатосерійний телевізійний фільм режисера Сергія Щербіна. 
Прем'єрний показ телесеріалу відбувся у квітні 2020 року на телеканалі "Росія-1". Складається з одного сезону і 8 серій. 
Дія серіалу відбувається в 1944 році. В основі сюжету лягла  підготовка морських військових сил до Кримської наступальної операції і боротьба з німецькими диверсантами-підводниками, які готують велику диверсію в Чорному морі.

## Сюжет
«Чорне море» - військовий шпигунський бойовик, який розповів про протиборство офіцерів контррозвідки з німецькими диверсантами-підводниками, що готують велику диверсію в прибережній зоні Чорного моря  . Метою цієї роботи було повне знищення німецької школи з підготовки німецьких диверсантів . Прем'єрна демонстрація відбулася 27 квітня 2020 року на телеканалі "Росія-1" .
Спеціально для виконання особливого завдання в Новоросійськ прибуває капітан другого рангу Сергій Сабуров ( Павло Трубінер ). Він посилює місцеву групу контррозвідників по боротьбі з підводними диверсантами під проводом агента Кунца. Його завдання - вийти на Кунца і ліквідувати школу підготовки диверсантів-підводників . У Новоросійську його зустрічає давнє кохання Олена Солей ( Катерина Вілкова ), з якою і належить  викривати німецьких шпигунів  .
Сабурову також доведеться зіткнутися з недовірою своїх нових підлеглих і довести, що він хороший фахівець своєї військової справи  .

## Зйомки телесеріалу
Влітку в 2019 році почалися зйомки багатосерійного фільму. Для роботи були задіяні майданчики в Таганрозі, Ростові-на-Дону, Серпухові і Москві  .
Для проведення зйомок були зроблені спеціальні костюми підводників-аквалангістів, які використовувалися підводниками в 1943 році.

## Ролі виконували

### В головних ролях
| Актор            | Роль                                                                     |
| ---------------- | ------------------------------------------------------------------------ |
| Павло Трубінер   | Сергій Олександрович Сабуров капітан 2-го рангу СМЕРШ Балтійського флоту |
| Катерина Вилкова | Олена Солей капітан 3-го рангу СМЕРШ ЧФ                                  |
| Євген Міллер     | Микола Борисович Столяров (Панін) резидент абвера у Новоросійську        |

## Знімальна група
- Автор сценарію: Ігор Тер-Карапетов, Олег Кирилов, Ігор Торотько, Андрій Івашкин.
- Режисер: Сергій Щербін .
- Оператор-постановник: Іван Алімов, Григорій Яблочников.
- Художник: Сергій Голубєв.
- Композитор: Анатолій Зубков.
- Кастинг-директор: Анна Пестрякова, Олена Крилаєва.